# Milas
Milas är en stad i den turkiska provinsen Muğla, och hade 147 416 invånare i slutet av 2022.
Under antiken hette staden Mylasa (grekiska Μύλασα), och var de kariska furstarnas residens, till dess Mausollos flyttade det till Halikarnassos. Mylasa låg på en liten kustslätt innanför Mendeliaviken. 11 km norr om Mylasa ligger Labranda, som hade ett berömt Zeustempel.